# ماثيو هاتون
ماثيو هاتون (بالإنجليزية: Matthew Hatton)‏ مواليد 15 مايو 1981 في ستوكبورت، مانشستر الكبرى، إنجلترا، هو ملاكم محترف بريطاني يصنف ضمن فئة وزن الوسط. هو الشقيق الأصغر لبطل العالم السابق ريكي هاتون.

## إحصائيات
خاض خلال مسيرته 52 نزالا، فاز في 43 وتعادل في 2 وخسر في 7. فاز بالضربة القاضية في 17 نزالا.

## روابط خارجية
- ماثيو هاتون على موقع بوكس ريك (الإنجليزية) (registration required)